# Patnáctý Doktor
Patnáctý Doktor je inkarnací Doktora, protagonisty sci-fi seriálu Pán času (Doctor Who) vysílaného stanicí BBC. Je ztvárněn skotským hercem Ncuti Gatwa.
Ncuti Gatwa byl jako 15. doktor oznámen 8. května 2022. Poprvé se objeví ve vánoční epizodě The Church on Ruby Road.
Doktor je humanoidní mimozemšťan, který cestuje časem a prostorem. Pochází z rasy známé jako Páni času. Pokud je Doktor kriticky zraněn, jeho tělo může zregenerovat a on získá kromě jiného vzhledu i nové psychické vlastnosti. Tento mechanismus umožňuje, aby se v roli Doktora mohli střídat stále další herci, a to už od roku 1963, kdy byl tento seriál poprvé vysílán.